# 謝爾蓋·格蘭金
谢尔盖·尤里耶维奇·格蘭金（俄语：Сергей Юрьевич Гранкин；1985年1月21日—）是一位俄羅斯排球運動員。他也是俄羅斯國家男子排球隊的一員，代表俄羅斯參加了2008年北京奧運會和2012年倫敦奧運會，並隨隊在倫敦奧運會上奪得金牌。